# 다마노이촌 (사이타마현)
다마노이촌(玉井村)은 사이타마현 오사토군에 속했던 촌이다. 현재의 구마가야시에 해당한다.

## 역사
- 1889년 4월 1일 - 정촌제 시행에 수반해 하라군 다마노이촌이 성립하였다.
- 1896년 3월 29일 - 오사토군, 한자와군, 오부스마군과 합병해, 오사토군 다마노이촌이 되었다.
- 1941년 4월 10일 - 구마가야시에 편입해 소멸하였다.